# 셰리 오테리
셰리 오테리(Cheri Oteri, 1962년 9월 19일 ~ )는 미국의 배우, 희극인이다. 1995년부터 2000년까지 《새터데이 나이트 라이브》(SNL)의 정규 멤버로 활동했다.

## 출연 작품
- 톰과 제리: 파워퍼프걸 등장 (2023)
- 페어팩스 (2022)
- 키드 코스믹 (2021-2022)
- 톰과 제리 쇼 (2018-2019)
- 뻔슨은 야수 (2017)
- 뉴트리 벤처스 (2014-2021)
- 티미의 못말리는 수호천사 (2013-2017)

- 크리스마스 인 콘웨이 (2013)
- 배드 페어런츠 (2012)
- 더 레이스 (2011, And They're Off)
- 메이저 무비 스타 (2008)
- 서베일런스 (2008)
- 세터데이 나잇 라이브 인 더 '90s: 팝 컬처 네이션 (2007)
- 슈렉 3 (2007)
- 파크 (2006)
- 사우스랜드 테일 (2006)
- 앤트 불리 (2006)
- 스마일 (2005)
- 서바이빙 에덴 (2004)
- 덤 앤 더머 - 해리가 로이드를 만났을 때 (2003)
- 러브 앤 섹스 (2000)
- 무서운 영화 (2000)
- 이노센스 (1999)
- 형사 가제트 (1999)
- 새터데이 나이트 라이브: 더 베스트 오브 마이크 마이어스 (1998)
- 저스트 슛 미 (1997)
- 오스틴 파워 - 제로 (1997)
- 라이어 라이어 (1997)
- 새터데이 나잇 라이브 (1975)